# 160-й отдельный сапёрный батальон
160-й отдельный сапёрный батальон — воинская часть в вооружённых силах СССР во время Великой Отечественной войны.

## История
Сформирован в составе 91-й стрелковой дивизии в 1939 году. В составе действующей армии с 22 июня по 12 октября 1941 года.
Весной 1941 года батальон убыл из места постоянной дислокации 91-й стрелковой дивизии на строительство укреплений в Прибалтике. К моменту начала боевых действий в дивизии был сформирован новый сапёрный батальон, также получивший номер 160.
Батальон прибыл 25 апреля 1941 года в Калварию. С началом боевых действий отступает от границы, с июля 1941 года действует в составе 27-й армии.
Директивой Начальника Генерального штаба Красной армии № 002926 от 12 октября 1941 года расформирован, личный состав обращён на укомплектование 210-го отдельного сапёрного батальона.

## Подчинение
| Подчинение по месяцам | Подчинение по месяцам | Подчинение по месяцам | Подчинение по месяцам | Подчинение по месяцам |
| Дата                  | Фронт (округ)         | Армия                 | Корпус (группа)       | Примечания            |
| --------------------- | --------------------- | --------------------- | --------------------- | --------------------- |
| 22 июня 1941 года     | Северо-Западный фронт | -                     | -                     | точных данных нет     |
| 01 июля 1941 года     | Северо-Западный фронт | -                     | -                     | точных данных нет     |
| 10 июля 1941 года     | Северо-Западный фронт | -                     | -                     | точных данных нет     |
| 1 августа 1941 года   | Северо-Западный фронт | 27-я армия            | -                     | -                     |
| 1 сентября 1941 года  | Северо-Западный фронт | 27-я армия            | -                     | -                     |
| 1 октября 1941 года   | Северо-Западный фронт | 27-я армия            | -                     | —                     |

## Другие инженерно-сапёрные подразделения с тем же номером
- 160-й отдельный сапёрный батальон 91-й стрелковой дивизии 1-го формирования
- 160-й отдельный сапёрный батальон 91-й стрелковой дивизии 2-го формирования
- 160-й отдельный инженерно-сапёрный батальон
- 160-й отдельный инженерно-минный батальон
- 160-й отдельный инженерно-сапёрный батальон 30-й инженерно-сапёрной бригады